# 러시아 항공우주 방위군
러시아 항공우주방위군(러시아어: Войска воздушно-космической обороны (ВвКО), 영어: Aerospace Defence Forces of Russia Federation)은 러시아 항공우주군의 대기권내 공역 방어와 유도탄 방어, 인공위성 운영과 우주 감시를 맡은 방어 임무를 수행하는 하위분과이다.

## 역사
2011년 12월 1일, 우주군이 항공우주 방위군으로 이름을 변경하여 기존 여러개로 나뉘어 관리되던 관련 산업들을 하나의 중심성으로 융합하여 관리하고 있다. 플레세츠크 우주 기지를 관리한다.

## 조직 구조
항공우주방위군이 해체되기 이전에 소속하였던 조직은 다음과 같다:
- 우주사령부
  - 제153 티토프 우주시설주요시험통제소, 모스크바주 크라스노즈나멘스크
  - 제820 미사일공격경보(SPRN), Solnechnogorsk
  - 제821 주요우주감시소(SKKP), 모스크바주 노긴스크-9
    - 두네이-3U 레이더
    - 크로나 우주 recognition station, 카라차예보체르케스카야 공화국 젤렌추크스카야
    - 크로나-N, 프리모르스키 변경주 나홋카
    - 이동식 Момент 우주감시단지
    - 오크노, 타지키스탄
    - 오크노-S,프리모르스키 변경주
- 항공우주방위사령부
  - 제9미사일방어사단(러시아어판), 모스크바주 푸시키노
  - 제4미사일방어여단, 돌로고프룬디
  - 제5미사일방어여단, 비드노예
  - 제6미사일방어여단, 르제프
- 플레세츠크 우주 기지
  - 쿠라 미사일 시험장

## 같이 보기
- 소련 방공군